# Dan Swanö
Dan Swanö (nacido el 10 de marzo de 1973 en Finspång, Östergötland, Suecia) es un productor de música sueco, vocalista, guitarrista, bajista, baterista y teclista, conocido por influir en las comunidades de death metal, metal progresivo, y rock progresivo, con un pequeño pero esforzado culto por sus proyectos.

## Música
Swanö ha estado en numerosas bandas, principalmente Edge of Sanity, Nightingale, Pan.Thy.Monium, Brejn Dedd, Unicorn, Infestdead y Route Nine. También ha sido miembro de Katatonia (para quienes tocó la batería), Ribspreader (como guitarrista y batería) y Bloodbath, tocando la batería en el EP Breeding Death y en el disco Resurrection Through Carnage. En el disco Nightmares Made Flesh participó como guitarrista. Swanö ya no se encuentra en el grupo debido a que "sus servicios ya no son requeridos" al no poder hacer giras con el grupo.
Swanö ha trabajado en Star One, uno de los proyectos del músico holandés Arjen Lucassen, y ha prestado su voz en dos álbumes de Therion: Theli y A'arab Zaraq - Lucid Dreaming. Además, ha sido productor y en parte escritor de los álbumes de Diabolical Masquerade, en los que también tocó la guitarra y grabó algunos coros, además de tocar la batería en el álbum Nightwork. 
En su ámbito solista, Swanö ha publicado el álbum Moontower, en el que muestra su talento como multinstrumentista (en él toca todos los instrumentos: guitarra, bajo, teclados y batería, además de grabar las voces).
Swanö tiene un amplio repertorio de estilos vocales, que incluye la voz gutural del death metal, cantos melódicos y limpios, profundas y graves voces góticas y gritos de thrash metal.

## Trabajo y familia
A pesar de la cantidad de álbumes que salen bajo su nombre, Swanö sigue al frente de una tienda de discos en Örebro, cerca de su residencia actual, ya que raramente da ningún concierto con sus bandas (se dice que la causa de esto es que no es capaz de mantener las voces guturales empleadas en varias de sus bandas durante un tiempo prolongado). Swanö posee un estudio de grabación en casa donde se han producido trabajos de varias bandas (Opeth, Katatonia, Marduk, Dark Funeral, Merciless, Dawn o Dissection).
Su hermano mayor, Dag Swanö fue parte del proyecto Pan.Thy.Monium bajo el seudónimo de Äag y es miembro de Nightingale bajo el seudónimo de Tom Nouga.

## Lista completa de todos los proyectos/bandas de Dan Swanö
- Altar - teclado, voces.
- Another Life - batería, guitarra.
- As Light Dies - produjo el álbum Ars Suptilior from Within the Cage.
- Bloodbath - batería, guitarra.
- Brejn Dedd - batería, voces.
- Canopy - voces, guitarra.
- Cronian - produjo el álbum Terra.
- Dan Swanö - voces, todos los instrumentos.
- Diabolical Masquerade - escritor, guitarra, batería, producción.
- Edge of Sanity - vocales, todos los instrumentos.
- Evoke - productor
- Ghost- Batería.
- Godsend - voces, teclado.
- Icarus "HairMetal"- Batería
- Incisión
- Infestdead - guitarra, bajo, batería.
- Kaoteon - productor
- Karaboudjan - voces, todos los instrumentos.
- Katatonia - batería
- Maceration - voces, teclado
- Mahlstrøm - voces
- Masticate - guitarra, voces, bajo.
- Millencolin - producción
- Nightingale - voces, guitarra, teclado.
- Novembre - productor
- Novembers Doom - guitarra
- Odyssey - voces, batería, teclado.
- Opeth - productor
- Overflash - batería
- Pain
- Pan.Thy.Monium - bajo, teclado, efectos de sonido.
- Ribspreader - guitarra
- Route Nine - voces, teclado, guitarra, bajo.
- Second Sky - productor, escritor, voces, todos los instrumentos.
- Sörskogen - batería, bajo, teclado.
- Star One - voces
- Steel - voces
- Subway Mirror
- The Lucky Seven
- The Project Hate MCMXCIX - productor
- Theatre of Tragedy - productor
- Therion - voces
- Threshold - voces
- Total Terror - guitarra, voces
- Unicorn - voces, batería.
- Vinterland - productor, teclado.
- Wounded Knee - productor
- Torture Division - productor

## Discografía como solista
- Moontower, 1998

- Datos: Q526545